# Carl Benjamin Boyer
Carl Benjamin Boyer   (Hellertown, 3 de novembre de 1906 - Nova York, 26 d'abril de 1976) va ser un historiador de les matemàtiques estatunidenc.
Tot i haver nascut a la Pennsilvània alemanya, va ser educat i va créixer a Nova York. A partir de 1924 va estudiar matemàtiques a la Universitat de Colúmbia, en la qual es va graduar el 1928 i es va doctorar el 1939. Des de la seva graduació, i fins a la seva mort, va ser professor del Brooklyn College, un dels colleges que constitueixen la universitat de la Ciutat de Nova York. També va ser professor visitant de nombroses universitats dels Estats Units. La seva esposa. Marjorie Duncan Nice, també va ser una reconeguda historiadora especialista en l'edat mitjana i el Renaixement francesos.
Boyer va contribuir de forma molt significativa a impulsar l'estudi acadèmic de la història de les matemàtiques al seu país. Entre 1939 i 1973 va publicar un centenar d'articles i llibres sobre el tema, començant per la seva tesi doctoral de 1939 (que es va reeditar el 1949 i el 1959). A part de la tesi, va publicar els següents llibres:
- 1956: A History of Analytic Geometry
- 1959: The Rainbow: From Myth to Mathematics[7]
- 1968: A History of Mathematics, traduit a diversos idiomes i reeditat en múltiples ocasions, és potser el llibre de text del tema més comú.[8]